# ALLDAY PROJECT
올데이 프로젝트(ALLDAY PROJECT, 약칭 올데프)는 대한민국의 혼성 그룹으로, 더블랙레이블에 의해 결성 및 관리된다. 애니, 타잔, 베일리, 우찬, 영서 다섯 명의 멤버로 구성되어 있다. 이들은 2025년 6월 23일 싱글 《Famous》로 데뷔했다.

## 역사

### 데뷔 전 활동
2024년 초, 엘라 그로스, 베일리와 문서윤 등 더블랙레이블 연습생들의 사진이 유출되어  데뷔를 준비하고 있다는 추측을 불러일으켰지만, 그로스만 레이블 소속으로 확인되었다. 베일리 석은 안무가로서의 활동으로 주목받았으며, 문서윤은 이명희 신세계 회장의 손녀로 알려져 있었다. 같은 해 후반, 더블랙레이블은 세 명 중 그로스를 포함한 첫 번째 걸그룹 MEOVV를 데뷔시켰다.
2023년, 영서는 빌리프랩이 ILLIT의 멤버를 결정하기 위해 개최한 서바이벌 프로그램인 알유넥스트의 참가자였다. 영서는 2위를 차지하여 그룹에 합류할 자격을 얻었지만, 데뷔 직전에 소속사와 전속계약을 해지해 ILLIT과 빌리프랩을 떠났다. 우찬은 2017년 12살 때 서바이벌 프로그램 쇼미더머니 6에 출연하여 최연소로 본선에 진출한 것으로 알려져 있으며. 빅히트 뮤직에서 새로운 보이그룹을 결정하기 위한 프로젝트인 Trainee A의 멤버로 연습생 생활을 했다. 타잔은 올데이 프로젝트 이전에 모델과 댄서로서 NewJeans의 "Supernatural"과 아이들의 "I Do" 뮤직 비디오에 출연한 경험이 있다.

### 2025년–현재: Famous 발매와 데뷔
2025년 6월 9일, 더블랙레이블은 첫 혼성 그룹을 데뷔시킬 것이라고 발표했다. 올데이 프로젝트는 2024년에 MEOVV가 데뷔한 이후 레이블에서 결성된 두 번째 그룹이다. 6월 16일, 올데이 프로젝트는 동명의 싱글 앨범 선공개 싱글인 "Famous"를 발매했다. 《Famous》는 6월 23일 리드 싱글 "Wicked"와 함께 발매되었다.

## 구성원
- 애니
- 타잔
- 베일리
- 우찬
- 영서

## 음반 목록

### 싱글 앨범
| 제목   | 세부 정보                                                                              | 최고 차트 순위 | 판매량    |
| 제목   | 세부 정보                                                                              | 대한민국       | 판매량    |
| ------ | -------------------------------------------------------------------------------------- | -------------- | --------- |
| Famous | - 발매일: 2025년 6월 23일 - 레이블: 더블랙레이블 - 형식: CD, 디지털 다운로드, 스트리밍 | 발표 예정      | 발표 예정 |

### 싱글
| 제목     | 연도 | 최고 차트 순위 | 앨범   |
| 제목     | 연도 | 대한민국       | 앨범   |
| -------- | ---- | -------------- | ------ |
| "Famous" | 2025 | 1              | Famous |
| "Wicked" | 2025 | 15             | Famous |